# Бойкопонура
Бо́йкопону́ра — хутор в России, в Калининском районе Краснодарского края.
Административный центр Бойкопонурского сельского поселения. 
Первоначально хутор именовался Понура, как и рядом протекающая река. А в 1919 году, по воле хуторян, к его названию прибавили  фамилию батрака Семена Антоновича Бойко, погибшего в борьбе  с корниловцами, и он стал называться Бойко-Понура. В дальнейшем хутор стал называться Бойкопонура. 
В центре хутора расположены отделение почты России, правление племзавода "Дружба", дом культуры и школа. Напротив здания правления вознеслась ввысь стела Памяти павшим сыновьям хутора в Великой Отечественной войне, где горит вечный огонь. За ней, через реку, растет высаженная жителями хутора еще в советские годы роща, являющаяся долгие годы местом культурного отдыха и массовых празднований сельчан. А за зданиями правления и дома культуры подрастают молодые посадки деревьев - это сквер, высаженный к 60-летию Победы, где также имеется памятник погибшим. На территории сквера построена современная детская площадка.
Также в хуторе работает детский сад, медпункт. Имеются гостиница и столовая, магазины.

## Население
Население (2002) — 2 146 человек.

## География

### Улицы
| - ул. Береговая, - ул. Бойко, - ул. Дружбы, - ул. Заречная - ул. Ленина, - ул. Мира, | - ул. Молодёжная, - ул. Садовая, - ул. Степная, - ул. Юбилейная. |

## Образование
На территории хутора находится средняя общеобразовательная школа № 7. Директор — Бабенко Наталья Вячеславовна

## Культура
В здании Дома Культуры имеется Сельская библиотека, работают кружки танцев для различных возрастных групп, дети поют в ансамбле "Понурские казачата". Казаки и казачки уже много лет выступают в казачьем ансамбле, участвуя в концертах по России и ближнему зарубежью. По выходным вечером работает для молодежи дискотека в фойе первого этажа. По всем праздникам для жителей и гостей хутора в центральном зале Дома Культуры проходят бесплатные концерты. А в актовом зале проводятся торжественные церемонии бракосочетания.

На территории школы дети получают музыкальное образование по классу фортепьяно, на занятия приезжает преподаватель из Старовеличковской детской музыкальной школы.